# Кемелбаев, Нургазы Кемелбаевич
Кемелбаев Нургазы Кемелбаевич — киргизский советский дипломат, государственный деятель, основатель Дипломатической Академии Кыргызской Республики.
Кемелбаев Н. К. родился в 1939 году в селе Аксай Иссык-Кульской области. Работал преподавателем английского языка, учителем в средней школе. Много лет посвятил дипслужбе, в частности, работал вице-консулом. В 1970—1974 годах был старшим референтом Кыргызского общества дружбы и культурных связей с зарубежными странами, директором Советского культурного центра в Калькутте (Индия). Также был консулом СССР и России в Аджаокуте (Нигерия).
Работал в МИД КР, служил советником посольства Кыргызстана в Турции. С 2001-го по 2010 год возглавлял Дипломатическую академию.